# Dipti Mehta
 (juin 2020).
Si vous disposez d'ouvrages ou d'articles de référence ou si vous connaissez des sites web de qualité traitant du thème abordé ici, merci de compléter l'article en donnant les références utiles à sa vérifiabilité et en les liant à la section « Notes et références ».
 (juin 2020).
Dipti Mehta est une actrice indo-américaine plus connue pour son interprétation de Reina dans Life! Camera Action  qui lui a apporté plusieurs prix et nominations internationales.
Mehta est née et a grandi à Mumbai. Elle a étudié au SKI Jain Girls High School à Marine Lines et est allée au Wilson College puis au Sophia College pour son baccalauréat et sa maîtrise[réf. nécessaire]. Elle s'est spécialisée en microbiologie avec la biotechnologie comme son enseignement mineur. Mehta a obtenu un doctorat en biologie moléculaire et cellulaire de l'Université de l'Arizona . Elle a joué dans des pièces de théâtre et divers projets de théâtre pendant ses études au lycée. Elle faisait partie d'un groupe de danse semi-classique en Arizona. Elle a suivi une formation en danse Bharatanatyam et Kathak tout en obtenant son doctorat.
Elle a travaillé comme disc-jockey sur la station FM de All India Radio, animant des émissions de musique en hindi et en anglais. Elle est également apparue dans des émissions de télévision en hindi et des films de Bollywood.

## Carrière d'actrice
Mehta a commencé sa carrière d'acteur sur scène avec des pièces en gujarati et est devenue une voix régulièrement entendue sur All India Radio sur la section FM de Mumbai. Cela l'a lancée dans le monde de l'organisation d'événements en direct et enregistrés. Elle a ensuite joué dans la série télévisée Hum Tum sur Zee Next en tant que créatrice de mode Anjali. Elle a également animé une émission de yoga "Arogya Sampada" sur Zee International. Elle a été auditionnée pour la série gujarati du spectacle de yoga, puis a continué d'être co-animatrice du spectacle hindi Yoga for You pour Zee International. Au total, elle a enregistré 450 épisodes pour Zee International. Avant de jouer dans Life! Action de la caméra. Mehta a joué des camées dans quelques films de Bollywood. Dans une interview, Mehta a révélé que lors d'une réunion informelle avant l'audition pour la life! Camera Action ..., le réalisateur Rohit Gupta pensait qu'elle n'étais pas faite pour le rôle, bien qu'elle ait été invitée à l'audition, où il ne l'a pas reconnue au premier essai. Mehta a obtenu le premier rôle. 
 "Rohit et moi nous sommes rencontrés car quelqu'un m'avait suggéré mon nom pour ce rôle, mais lors de cette réunion, il m'a dit que je n'étais pas la bonne personne et peut-être qu'à l'avenir, nous travaillerions ensemble sur un autre projet. J'ai quand même eu une audition et j'ai pensé que c'était probablement une erreur que j'avais été appelé, mais j'ai décidé d'y aller quand même. Comme je n'avais rien à gagner ou à perdre, je suis allé sans me déguiser en acteur (pour impressionner). Je portais une chemise et un jean ordinaires et pas de maquillage du tout. Rohit ne m'a pas reconnu au début, puis quand je me suis présenté, il a dit que vous étiez très différent aujourd'hui. J'ai auditionné et il m'a offert le rôle. 
. Elle a également joué le rôle principal dans Penumbra, un court métrage présenté au Short film corner - festival de Cannes en 2012. Elle a joué le rôle de Priya à Yaatra qu'elle a également écrit et produit.
Mehta a été vue jouant Nisha dans un spectacle off-off-Broadway, Bollywood Wedding à New York. En plus de jouer, Mehta aime aussi écrire. Elle a écrit deux pièces et un scénario jusqu'à présent. La première pièce qu'elle a écrite était Grahan, qui a remporté son meilleur scénario et trois autres prix lors d'un concours de théâtre, "Astitva 2004" à Mumbai. En 2012, Mehta a écrit et interprété son spectacle solo, Honor. Elle a interprété 5 personnages différents dans Honor qui a été produit par "La Mama et Loose Change Productions". Elle a été invitée à exécuter une séquence de danse sous forme de Bollywood lors de la cérémonie de gala 2011 du World Music & Independent Film Festival à Washington où elle a été nommée pour le prix de la meilleure actrice pour sa performance dans la Life! Action de la caméra. Elle a partagé la scène avec Carol Connors, deux fois nommée aux Golden Globe and Academy Awards.

## Philanthropie
L'exposition personnelle de Mehta HONOUR: Confessions of a Mumbai Courtisan met en lumière le trafic sexuel et son émission a fourni une plate-forme pour une table ronde interactive pour le chapitre AF3IRM NY. Elle a également été invitée à prendre la parole lors de la table ronde sur les «Atrocités mondiales du trafic sexuel humain» organisée par «Blue Kite Press» et la librairie NYU le 14 février 2013. Elle était la conférencière principale lors de l'événement de gala annuel pour l'organisation sahélienne basée à Boston en 2017. Elle a reçu le prix Nirbhaya à l'occasion de son travail dans les arts pour défendre les droits des femmes.

## L'écriture
Mehta a été chargé d'écrire Priya et les filles perdues, troisième chapitre de la série bandes dessinées . Priya et les filles perdues, se concentre sur la question de la traite et de la stigmatisation entourant les victimes.

## Filmographie
| An   | Film                                    | Rôle                                                      | Remarques                                                                            |
| ---- | --------------------------------------- | --------------------------------------------------------- | ------------------------------------------------------------------------------------ |
| 2008 | Couleurs de la passion                  | Journaliste                                               |                                                                                      |
| 2009 | La victoire                             | Gauri                                                     | (fonctionnalité)                                                                     |
| 2009 | Corvette rouge                          | L'ami de Larry                                            |                                                                                      |
| 2010 | Walkaway                                | Belle-sœur de Nidhi (rôle de camée)                       | (fonctionnalité)                                                                     |
| 2011 | Je rêve d'espoir                        | Sia                                                       | (court métrage)                                                                      |
| 2011 | Khushiyaan                              | actrice                                                   | (Long métrage en langue pendjabi )                                                   |
| 2012 | La vie! Action de la caméra. .          | Reina                                                     | a remporté les éloges de la critique (début en tant que leader dans un long métrage) |
| 2012 | Yaatra                                  | actrice principale, productrice, scénariste, codirectrice | (court métrage)                                                                      |
| 2012 | Pénombre                                | Krishna                                                   | (court métrage)                                                                      |
| 2012 | Un rendez-vous. . (Nuvvu, Nenu. . Tanu) | Mona                                                      | (court métrage)                                                                      |
| 2013 | Mamaros                                 | Savi                                                      | (court métrage)                                                                      |
| 2013 | Amour éternel                           | Yamini                                                    | (court métrage)                                                                      |
| 2014 | Un Américain à Hollywood                | (rôle de camée)                                           | (fonctionnalité)                                                                     |
| 2014 | Divisé                                  | Shiela                                                    | (fonctionnalité)                                                                     |
| 2014 | Une boîte est venue à Brooklyn          | Dipti                                                     | (court métrage)                                                                      |
| 2016 | Délice de minuit                        | Scientifique                                              | (fonctionnalité)                                                                     |
| 2016 | Loin                                    | Ritika                                                    | (court)                                                                              |
| 2017 | Devenir public                          | chirurgien                                                | (court)                                                                              |
| 2017 | Hébergement                             | Diya                                                      | (fonctionnalité)                                                                     |
| 2017 | Fais-moi rire                           | Femme pakistanaise                                        | (fonctionnalité)                                                                     |

## Télévision
| An   | Film                          | Réalisateur                | Rôle    | Personnage           | Remarques             |
| ---- | ----------------------------- | -------------------------- | ------- | -------------------- | --------------------- |
| 2013 | Golden Boy                    | Karen Gaviola              | Actrice | Kate McKenna         | saison 1, épisode 12  |
| 2013 | Une vie à vivre               | Habib Azar                 | Actrice | Médecin              | saison 1, épisode 37  |
| 2013 | Une vie à vivre               | Jessica Klein, Thom Racina | Actrice | Médecin              | saison 1, épisode 36  |
| 2013 | Une vie à vivre               | Jessica Klein, Thom Racina | Actrice | Médecin              | saison 1, épisode 35  |
| 2013 | Une vie à vivre               | Jessica Klein, Thom Racina | Actrice | Médecin              | saison 1, épisode 3   |
| 2015 | Crime limite avec Tamron Hall | Sandya Viswanathan         | Actrice | Nazish               | saison 3, épisode 10  |
| 2015 | La liste noire                | Terrence O'Hara            | Actrice | Médecin              | saison 3, épisode 108 |
| 2017 | Nuances de bleu               | Steve Shill                | Actrice | Infirmière de Harlee | saison 3, épisode 305 |

## Récompenses et nominations
| Festival / Prix                                            | Année, Lieu        | Projet                                          | Catégorie                                                                    | Résultat   |
| ---------------------------------------------------------- | ------------------ | ----------------------------------------------- | ---------------------------------------------------------------------------- | ---------- |
| Festival international des arts du spectacle d'Asie du Sud | New York           | HONNEUR: Confessions d'une courtisane de Mumbai | Meilleure actrice                                                            | Lauréat    |
| Festival international des cinéastes du cinéma mondial     | 2016 Milan, Italie | Délice de minuit                                | Meilleure actrice                                                            | Nomination |
| Festival des musiques du monde et du cinéma indépendant    | 2013, États-Unis   | Yaatra                                          | Meilleur scénario en court métrage                                           | Nomination |
| Festival des musiques du monde et du cinéma indépendant    | 2013, États-Unis   | Yaatra                                          | Meilleur réalisateur de court métrage international partagé avec Erica Gould | Nomination |
| Festival des musiques du monde et du cinéma indépendant    | 2013, États-Unis   | Yaatra                                          | Meilleure actrice du court métrage international                             | Nomination |
| Festival des musiques du monde et du cinéma indépendant    | 2013, États-Unis   | Yaatra                                          | Les meilleures cinéastes féminines ont partagé avec Erica Gould              | Nomination |
| Festival des musiques du monde et du cinéma indépendant    | 2013, États-Unis   | Yaatra                                          | Meilleur réalisateur - Asie du Sud-Est                                       | Nomination |
| Festival des musiques du monde et du cinéma indépendant    | 2013, États-Unis   | Yaatra                                          | Meilleur court métrage - Asie du Sud-Est                                     | Lauréat    |
| Festival international du film du coucher du soleil        | 2012, États-Unis   | La vie! Action de la caméra                     | Meilleur acteur féminin                                                      | Lauréat    |
| 28e Goldie Film Awards                                     | 2012, États-Unis   | La vie! Action de la caméra                     | Meilleure actrice                                                            | Lauréat    |
| HMIFF                                                      | 2012, États-Unis   | La vie! Action de la caméra                     | Meilleure actrice                                                            | Nomination |
| Prestige Film Awards                                       | 2012, États-Unis   | La vie! Action de la caméra                     | Gold Award - Actrice principale                                              | Lauréat    |
| Festival du film Golden Door de Jersey City                | 2011, États-Unis   | La vie! Action de la caméra                     | Meilleur rôle féminin                                                        | Nomination |
| Festival des musiques du monde et du cinéma indépendant    | 2011, États-Unis   | La vie! Action de la caméra                     | Meilleure actrice                                                            | Nomination |
| Festival du film de Silent River                           | 2011, États-Unis   | La vie! Action de la caméra                     | Meilleure actrice                                                            | Nomination |